# Acanthoscurria transamazonica
Acanthoscurria transamazonica là một loài nhện trong họ Theraphosidae.
Loài này thuộc chi Acanthoscurria. Acanthoscurria transamazonica được miêu tả năm 1972 bởi Piza.